# فرناندو رودريغيز
فرناندو رودريغيز (بالإسبانية: Fernando Rodríguez)‏ (2 يناير 1983 مونتفيدو الأوروغواي - ) هو لاعب كرة قدم أوروغواني، يلعب كحارس مرمى.

## مسيرته

### مسيرته مع الأندية
- 2002 - 2012 لعب مع ديفينسور سبورتينغ 11 مباراة.

## روابط خارجية
- فرناندو رودريغيز على موقع الاتحاد الدولي (مؤرشف)  (الإنجليزية)
- فرناندو رودريغيز على موقع قاعدة بيانات كرة القدم.إي يو (الإنجليزية)